# Alexander McNair
Alexander McNair, född 5 maj 1775 i Lancaster, Pennsylvania, död 18 mars 1826 i Saint Louis, Missouri, var en amerikansk politiker (demokrat-republikan). Han var guvernör i delstaten Missouri 1821–1824.
McNair avbröt studierna vid University of Pennsylvania efter faderns död. År 1804 flyttade han till Saint Louis och tjänstgjorde senare som sheriff i Missouriterritoriet. År 1820 vann han det första guvernörsvalet i Missouri. Den 10 augusti 1821 förklarade slutligen president James Monroe att Missouri hade godkänts som delstat som följd av den så kallade Missourikompromissen som kongressen år 1820 hade kommit fram till för att bevara balansen mellan fria stater och slavstater.
McNair efterträddes 1824 som guvernör av Frederick Bates. Två år senare avled han och gravsattes på Calvary Cemetery i Saint Louis.